# Antoine Paucard
Pour les articles homonymes, voir Paucard.
Antoine Paucard, né le 5 décembre 1886 à Saint-Salvadour et mort, dans la même ville, le 18 février 1980, (Corrèze), est un poète et sculpteur français. Autodidacte, tour à tour cultivateur, maçon, révolutionnaire et voyageur, c'est également un créateur de chansons « limousinantes ».

## Biographie
Fils de meunier, Antoine Paucard naît en 1886 à Saint-Salvadour. Bon élève, il suit des études primaires jusqu'au certificat d'étude qu'il obtient en 1897 (il s'y présente sans l'accord de ses parents). En août 1906, il s'engage dans l'armée et est affecté au 3e régiment de chasseurs d'Afrique. Blessé au Maroc d'un coup de pied de cheval, il perd un œil et est démobilisé en 1909. 
Il passe ensuite quelques années à Paris avant de revenir à Saint-Salvadour pour s'y marier en 1915 avec Françoise Cérézat. Cultivateur, il devient maçon après la première guerre mondiale et dédie une chanson à chacune des maisons qu'il construit. En 1931, il répond à l'appel du gouvernement français qui cherche une famille pour aller s'installer sur l'îlot désert de Clipperton, mais sa candidature n'est pas retenue. Bien qu'il n'ait pas été membre du parti communiste, il est choisi par les communistes corréziens pour effectuer un voyage en URSS en 1933, en raison de ses talents d'écriture. L'année suivante, en 1934, il publie un livre, Un mois en Russie, par un paysan de la Corrèze, qui s'enthousiasme pour le collectivisme agricole soviétique. Mais l'ouvrage, trop critique à l'encontre de l'individualisme paysan français, ne répond pas aux attentes du parti.
Pendant la seconde guerre mondiale, il s'engage aux côtés de la résistance, échappe à une arrestation à Celle de Beaumont, entre dans la clandestinité en 1943 et participe au combat de La Servantie. Après la guerre, il est maire de Saint-Salvadour pendant une année. Déçu de la politique menée tant par les Russes que par les Américains, il s'en désintéresse progressivement pour se consacrer à la sculpture. Au cours d'une longue période de sa vie, il a consigné ses réflexions, souvenirs, poèmes et chansons dans des carnets rédigés en occitan, datés, pour ceux qui le sont, de 1930 à 1975.

## Œuvres

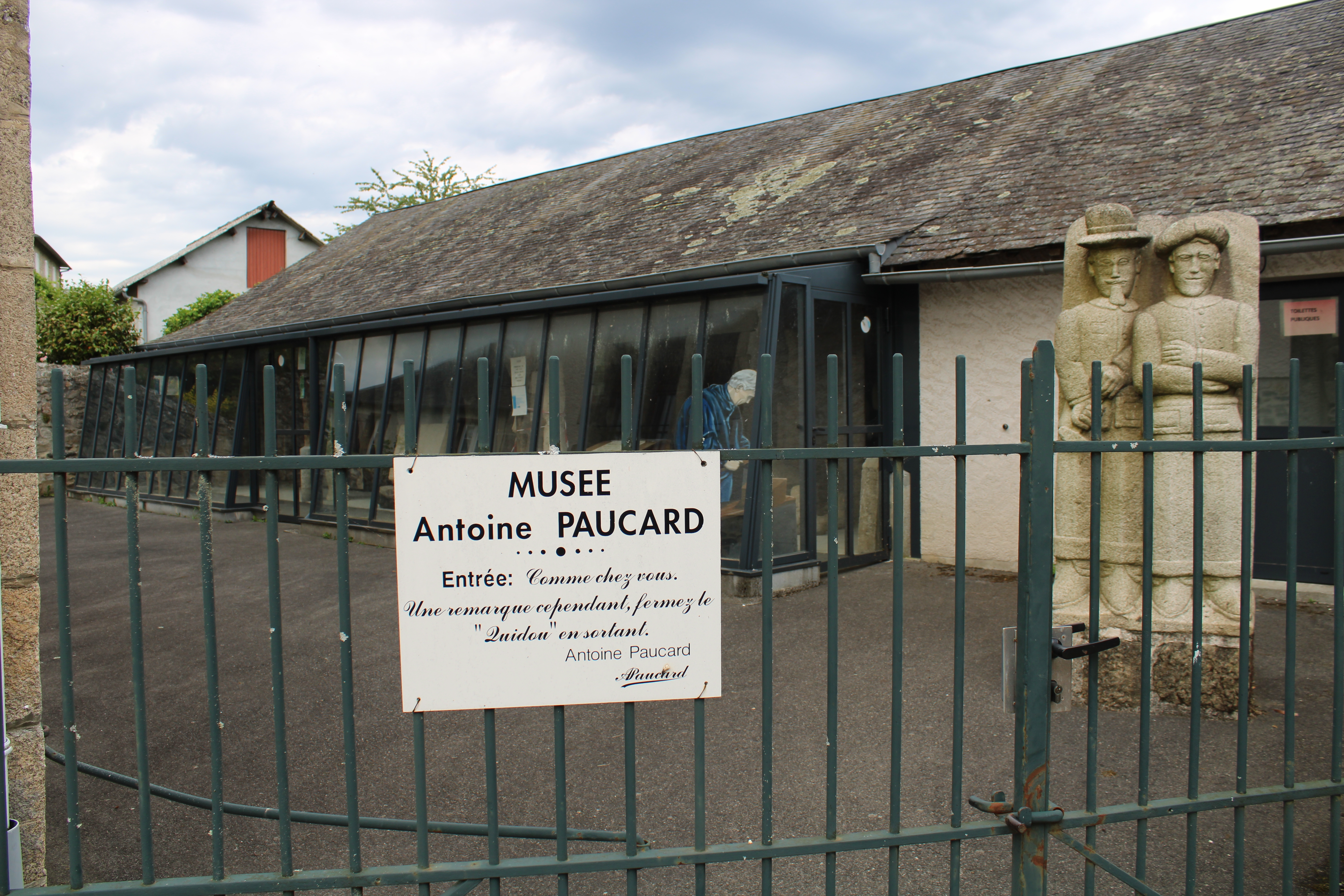
Le musée Antoine Paucard à Saint-Salvadour.

Antoine Paucard laisse une trentaine de sculptures et 120 carnets de notes.
Dans ses carnets, on trouve toutes sortes de réflexions et notes personnelles, des poèmes, des aphorismes et 143 chansons. Jan dau Melhau, au début des années 1990 a retranscrit toutes ces chansons en graphie occitane actuelle.
Ses sculptures, pour l'essentiel réalisées sur granit, sont présentées dans un petit musée qu'il a lui-même aménagé dans son village de Saint-Salvadour. Relevant de l'art brut, elles figurent des personnages emblématiques (Richelieu, le plus grand chef d'état,  Napoléon, Charlemagne, Vercingétorix et la mère de l'artiste...) ou illustrent des symboles ou aphorismes (La femme de demain : le grand espoir du genre humain, Jean qui pleure et Jean qui rit, Fécondité, Ève, notre mère à tous...). Il est également l'artisan de son tombeau dans le cimetière du village.
En 2008, le musée Paucard est devenu propriété de la commune.